# La cursa de cavalls
La cursa de cavalls és un quadre del pintor Edgar Degas, pintat l'any 1880 de 220 × 166 cm., actualment al Museu d'Orsay de París.
S'acostuma a relacionar Edgar Degas amb el món de la dansa, però hi havia una cosa que li agradava tant o més que el ballet: les curses de cavalls, un esport de luxe important d'Anglaterra que va causar furor en el París del segle xix. Així doncs, va pintar molts quadres de cavalls com aquest, on el pintor fa una instantània d'un moment de la cursa en l'hipòdrom de Longchamps, a París.
Mentre Degas treballava en aquestes composicions, a milers de quilòmetres de distància, Leland Stanford, ex-governador de Califòrnia, i William Randolph Hearst, un magnat de la premsa dels Estats Units, discutiren sobre si el cavall aixeca totes quatre potes simultàniament quan va al galop. Per resoldre la juguesca van recórrer a l'ajuda d'un fotògraf, Eadweard Muybridge, que va disposar al llarg d'una pista una bateria de càmeres que s'activaven al pas dels cavalls mitjançant uns fils. I la conclusió (efectivament, per un moment, de manera fugaç, totes les potes queden enlaire)) va ser publicada en una revista francesa...que va arribar a mans de Degas.
A Degas li interessaven les revistes de fotografia, perquè ja sigui pintant ballarines, cavalls o qualsevol tema, li agradava atrapar instantànies d'escenes i moviments, i això ho resolia sovint gràcies a aquest nou invent. L'experiment de Muybridge no podia ser més oportú! A partir d'aleshores, si Degas i altres pintors havien evitat pintar els cavalls al galop –perquè no tenien clar el comportament de l'anatomia equina en aquell instant--, ara ja ho podien fer amb tot el rigor.